# Niklas Axelsson
Niklas Axelsson (Västerås, 15 de mayo de 1972) es un ciclista sueco, que fue profesional entre el 1998 y el 2009.
En noviembre de 2001 dio positivo en un control antidopaje realizado durante los Campeonatos del Mundo de Lisboa. Admitiendo haber consumido EPO, fue suspendido por cuatro años por su federación. Finalmente, esta condena fue reducida a dos años y ocho meses.
En enero de 2010, se anuncia que dio positivo, también por EPO, en un control realizado en septiembre de 2009. En julio, la Federación de Ciclismo de Suecia lo condenó a una prohibición de por vida.

## Palmarés
1993
- 1 etapa en el Gran Premio Guillermo Tell

1995
- 1 etapa en del Rapport Toer

1997
- Ronda al Maestrazgo

1999
- 3.º en el Campeonato de Suecia en Ruta

2001
- 1 etapa en el Tour de Valonia
- 2.º en el Campeonato de Suecia en Ruta

2008
- 1 etapa en la Semana Internacional de Coppi y Bartali
- 2.º en el Campeonato de Suecia en Ruta

## Resultados en Grandes Vueltas y Campeonatos del Mundo
| Carrera         | Carrera         | 1997 | 1998 | 1999  | 2000 | 2001 | 2002 | 2003 | 2004 | 2005 | 2006 | 2007 | 2008 | 2009 |
| --------------- | --------------- | ---- | ---- | ----- | ---- | ---- | ---- | ---- | ---- | ---- | ---- | ---- | ---- | ---- |
|                 | Giro de Italia  | —    | 38.º | '6.º' | Ab.  | —    | —    | —    | —    | —    | —    | —    | —    | —    |
|                 | Tour de Francia | —    | —    | —     | —    | —    | —    | —    | —    | —    | —    | —    | —    | —    |
|                 | Vuelta a España | —    | —    | —     | —    | —    | —    | —    | —    | —    | —    | —    | —    | —    |
| Mundial en Ruta | Mundial en Ruta | —    | —    | Ab.   | 14.º | 18.º | —    | —    | —    | —    | —    | —    | —    | —    |

—: no participa

Ab.: abandono